# Further Instructions
Further Instructions (titulado "Nuevas instrucciones" en España y "Instrucciones" en Latinoamérica) es el tercer episodio de la tercera temporada de la serie Lost. Se revelan los destinos de Locke, Desmond Hume y Eko después de la implosión de la escotilla. Hurley llega al campamento contando qué ha ocurrido cuando Jack, Kate, Sawyer y él se encontraron con Los Otros. 

## Resumen

### En la isla
El episodio empieza con una toma del ojo de Locke, y luego uno de la selva (de una forma que recuerda mucho al episodio Piloto - Parte 1). Ve a Desmond corriendo desnudo entre los árboles. Luego cae el bastón de Eko muy cerca de su cabeza. Locke se levanta y regresa a la playa, al campamento. Para este momento Locke está mudo, y se comunica con Charlie mediante lápiz y papel. Construye una pequeña tienda (Sweat Lodge) y, mientras Charlie vigila afuera, consume un alucinógeno que ha preparado, lo que le provoca una visión. En esta visión Boone dirige a Locke y, al final, le dice que debe "arreglar su propio desastre". Después de esta visión Locke puede hablar nuevamente.
Locke y Charlie van en busca de Eko y notan que la escotilla ha implosionado. Locke, Eko y Desmond, sin embargo, aparentemente fueron arrojados fuera de ella. Siguen buscando a Eko y encuentran un jabalí recién muerto por un oso polar. Entonces se encuentran con Hurley que viene del enfrentamiento con Los Otros. Ellos le advierten del oso polar, y le dicen que vaya a la playa a entregar a los supervivientes el mensaje de Los Otros. Locke y Charlie descubren que Eko fue arrastrado por el oso hacia una caverna. Locke rescata a Eko asustando al animal con un lanzallamas improvisado, y junto con Charlie lo llevan de vuelta a la playa.
Mientras Hurley camina hacia a la playa se encuentra con Desmond desnudo. Hurley le da una polera estampada que llevaba en la mochila para que se cubra, y ambos se encaminan a la playa. Misteriosamente, Desmond menciona un discurso de Locke que todavía no ha dicho.
El episodio termina con Locke dando su discurso, diciéndole a Claire, Paulo y Nikki que irá a buscar a Jack, Kate y Sawyer. Hurley se da cuenta de que Desmond es capaz de ver el futuro. Nikki está impaciente, y le dice a Hurley cuándo iba a contarles lo sucedido con Jack, Kate y Sawyer, aunque recién Hurley ha llegado a la playa.

### Flashback
El retroceso del episodio se trata del tiempo en que Locke vivió y trabajó en una comunidad rural. Durante una tormenta Locke recoge a Eddie, un autoestopista que buscaba trabajo, y lo lleva a la comunidad, y trata de integrarlo a ella. Locke se siente conectado a la comunidad por el sentido de familia y fe que en ella se siente, algo que Locke necesita desesperadamente. Eddie rápidamente se gana su confianza, y Locke está a punto de contarle qué hay en el misterioso invernadero. Sin embargo, antes de revelarle el secreto, los líderes de la comunidad descubren que Eddie es, en realidad, un policía encubierto. Eddie ha visto cómo grandes cantidades de fertilizante son bajados de camiones e introducidos en el invernadero. Él cree que planean usarlo para construir una bomba (como si la comunidad fuera una especia de milicia), pero en realidad el invernadero es un cultivo de marihuana. Los líderes piensan que Eddie está a punto de dar aviso de esta situación. Locke, por miedo a perder a su nueva familia, lleva a Eddie de cacería, con la idea de matarlo y así "arreglar su desastre", un problema con el que Locke se debate en la isla. Al final, John no puede presionar el gatillo, y Eddie se aleja.
En la edición de DVD, en las escenas eliminadas, se puede ver una última escena de este flashback donde Locke se está dirigiendo al invernadero, pero ve a lo lejos que la policía ya se encuentra allí para arrestar a los integrantes de esta comunidad. Locke se mantiene oculto observando todo y Eddie se percata de su presencia, pero no dice nada.